# Církvice (Kolíni járás)
Církvice település Csehországban, a Kolíni járásban. Církvice Skvrňov, Zásmuky és Vavřinec településekkel határos. Lakosainak száma 185 fő (2024. január 1.).

## Népesség
A település lakosságának változását az alábbi diagram mutatja:
| Lakosok száma | 451  | 467  | 449  | 293  | 195  | 132  | 152  | 153  | 156  | 185  |
|               | 1869 | 1890 | 1921 | 1950 | 1980 | 2001 | 2017 | 2019 | 2022 | 2024 |